# Frans Rasker
Frans Rasker (Roordahuizum, 12 juli 1945) is een Nederlands film- en televisieproducent. Hij produceerde onder andere de films Blindgangers (1977) van Ate de Jong, en Pastorale 1943 (1978) en De Ratelrat (1987) van Wim Verstappen.
Rasker volgde van 1966 tot 1969 de Nederlandse Filmacademie, waar hij met anderen een film over Wally Tax maakte. Hij was regisseur van de korte films Een winterliefde (1970) en Kapsalon (1972) en werkte intussen bij Scorpio Films van Pim de la Parra en Wim Verstappen. Vanaf 1975 werkt hij als filmproducent, aanvankelijk samen met Olga Madsen. Eind 1991 stapte hij over naar televisie en ging hij voor Joop van de Ende Productions werken, als producent van onder andere Goede tijden, slechte tijden.

In 2014 schonk hij zijn archief aan Eye Filmmuseum.
Hij heeft twee dochters, Liesbeth Rasker (1988) en Barbara Rasker (1993).